# Kajetan Stefanowicz (malarz)

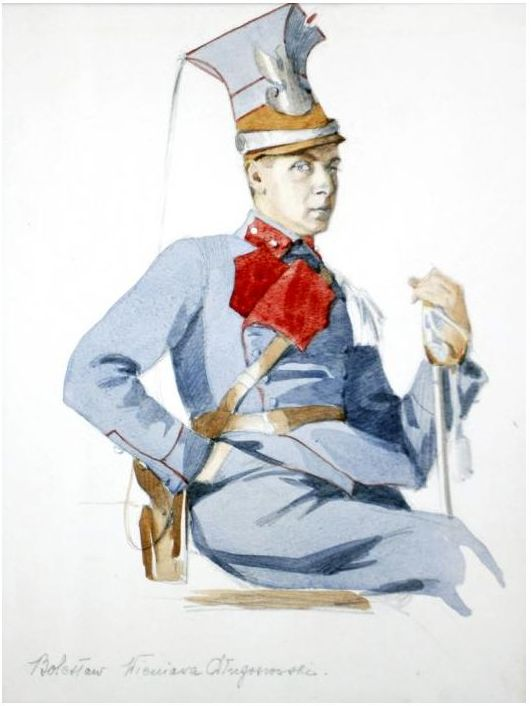
Bolesław Wieniawa-Długoszowski 1915

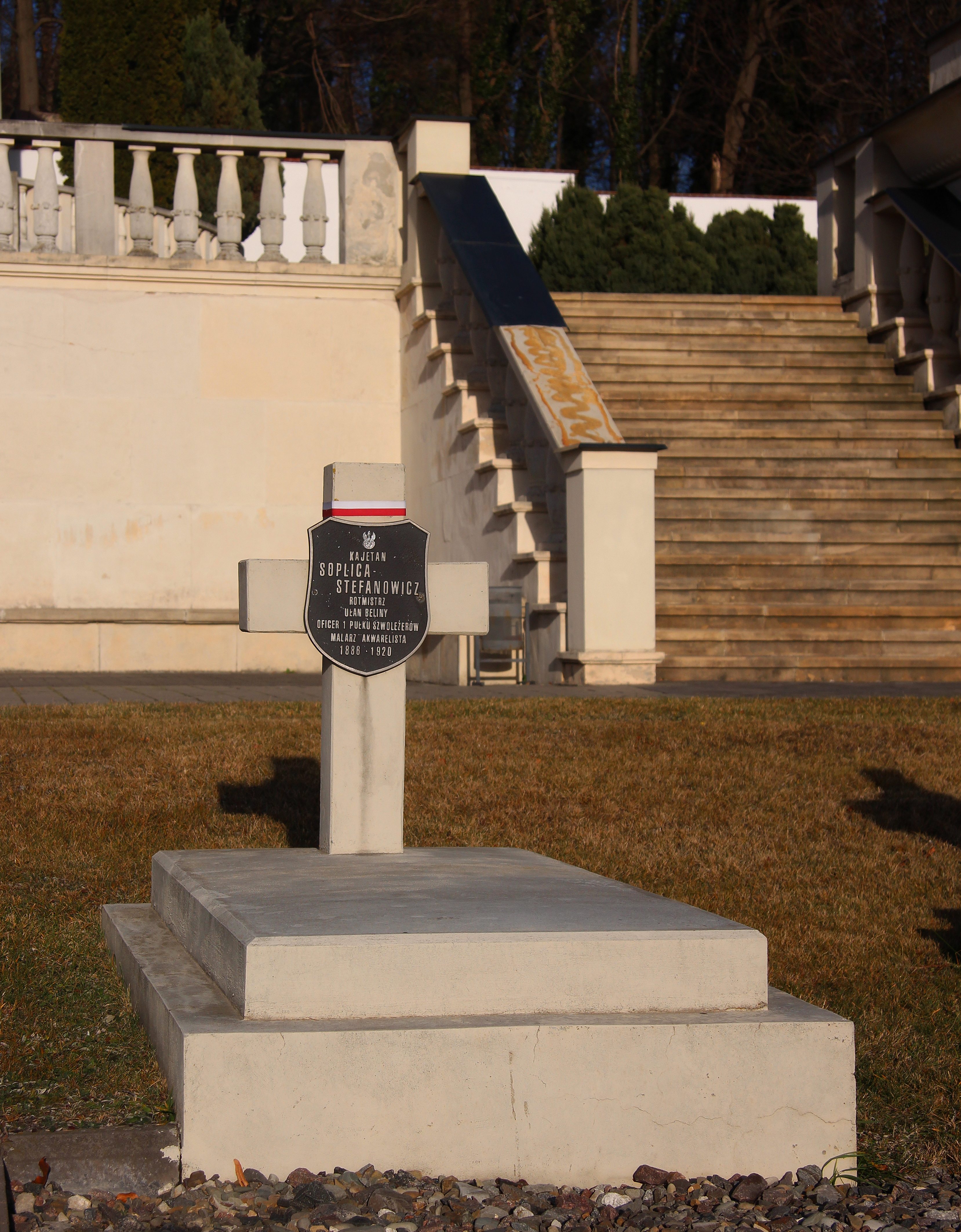
Grób Kajetana Stefanowicza na Cmentarzu Obrońców Lwowa

Kajetan Stefanowicz, ps. Soplica (ur. 12 lipca 1886 w Drohobyczu, zm. 20 września 1920 w Rohaczowie) – żołnierz Legionów Polskich, podporucznik kawalerii Wojska Polskiego, kawaler Orderu Virtuti Militari, artysta malarz, przedstawiciel lwowskiej secesji.

## Życiorys
Urodził się 12 lipca 1886 w Drohobyczu, ówczesnym mieście powiatowym Królestwa Galicji i Lodomerii, w rodzinie Antoniego (1858–1920), artysty malarza, pedagoga, i Marii z Krzysztofowiczów, która była pochodzenia ormiańskiego. Jego siostrą była Emilia (1885–1938), po mężu Polak, działaczka społeczna, radna Lwowa. Jego dziadek, także Kajetan Stefanowicz, właściciel ziemski i polityk, prezydent krajowej Rady kultury w Księstwie Bukowiny 5 lipca 1914 został odznaczony austro-węgierskim Krzyżem Komandorskim z Gwiazdą Orderu Franciszka Józefa.
Podstaw rysunku i malarstwa uczył go ojciec. We Lwowie uczęszczał do szkoły powszechnej, a następnie w latach 1897–1902) do III Gimnazjum im. Franciszka Józefa. Egzamin dojrzałości zdał w c.k. Gimnazjum Pierwszym w Kołomyi. Po maturze, początkowo przez rok, studiował na Politechnice Lwowskiej, gdzie uczestniczył m.in. w wykładach z architektury prof. Edgara Kovatsa. W 1906 przeniósł się na ASP w Krakowie i studiował u prof. Józefa Pankiewicza oraz prof. Józefa Mehoffera, a następnie kontynuował studia w Akademie der Bildenden Künste w Monachium u prof. Otto Seitza i w École Nationale des Arts Décoratifs w Paryżu w pracowni prof. Ferdinanda Humberta. W 1911 uzyskał propozycję Rady Szkolnej Krajowej zastania profesorem rysunków odręcznych i dekoracyjnych w Szkole Przemysłowej we Lwowie, jednak nie przyjął tej posady, gdyż otrzymał w tym samym okresie stypendium Fundacji księcia Leona Sapiehy.
Wybił się głównie jako ilustrator. W twórczości artystycznej sięgał do bajek i życia Wschodu. Rysował ilustracje dla Książnicy Polskiej (np. kompozycja figuralna „Do Opery”), plakaty, projektował damskie stroje. Zaprojektował między innymi wystrój malarski siedziby Towarzystwa Kredytowego we Lwowie. Był współzałożycielem i głównym korespondentem poświęconego polskiej twórczości artystycznej czasopisma „Wianki”.
20 lutego 1915 wstąpił do Legionu Wschodniego we Lwowie – do ułanów Beliny. Przyjął przydomek „Soplica” i przeszedł całą kampanię legionową. W 1918 brał udział w obronie Lwowa. W wojnie bolszewickiej 1919–1920 brał udział w zdobywaniu Wilna, walkach pod Koziatyniem, Chyrowem, Samborem, szarży na Kostoreń i zdobywaniu Przemyśla. Zginął śmiercią bohaterską 20 września 1920 w Rohaczowie nad Słuczą (Wołyń), tuż przed zawarciem rozejmu. Został pochowany na Cmentarzu Obrońców Lwowa. 9 listopada 1920 „w uznaniu zasług okupionych bohaterską śmiercią na polu walki” został mianowany rotmistrzem.
Kajetan Stefanowicz jest autorem projektu Odznaki 1 pułku ułanów i wybitnego dzieła sztuki legionowej „Pieśń Legionisty w rysunkach Kajetana Stefanowicza – podoficera 1 Pułku Legionów Polskich”. 16 dzieł Kajetana Stefanowicza znajduje się w Lwowskiej Galerii Sztuki, a także w Muzeum Narodowym w Krakowie, Muzeum Historycznym we Wrocławiu i Elblągu, kilka w zbiorach prywatnych.

## Ordery i odznaczenia
- Krzyż Srebrny Orderu Wojskowego Virtuti Militari – pośmiertnie, 30 czerwca 1921[7]
- Krzyż Niepodległości – pośmiertnie, 9 listopada 1933 „za pracę w dziele odzyskania niepodległości”[8]
- Krzyż Walecznych[4]
- Krzyż Obrony Lwowa[4]
- Odznaka „Za wierną służbę”[4]

## Upamiętnienie
21 marca 2012 Rada Miasta Krakowa, podjęła Uchwałę o nazwaniu jego imieniem jednej z ulic Krakowa.